# Tengella
Genre
Synonymes
- Metafecenia F. O. Pickard-Cambridge, 1902

Tengella est un genre d'araignées aranéomorphes de la famille des Zoropsidae.

## Distribution
Les espèces de ce genre se rencontrent du Mexique au Panama.

## Liste des espèces
Selon World Spider Catalog (version 17.0, 21/05/2016) :
- Tengella albolineata (F. O. Pickard-Cambridge, 1902)
- Tengella kalebi Candia-Ramírez & Valdez-Mondragón, 2014
- Tengella perfuga Dahl, 1901
- Tengella radiata (Kulczyński, 1909)
- Tengella thaleri Platnick, 2009

## Publication originale
- Dahl, 1901 : Nachtrag zur Uebersicht der Zoropsiden. Sitzungsberichte der Gesellschaft Naturforschender Freunde zu Berlin, vol. 1901, p. 244-255 (texte intégral).